# Weidgraben (Weingartener Entlastungskanal)
Der Weidgraben ist ein 3,7 Kilometer langer Entwässerungsgraben im Nordosten der kreisfreien Stadt Karlsruhe und in der Gemeinde Weingarten (Baden) im Landkreis Karlsruhe, der im Zuge der Pfinz-Saalbach-Korrektion (Pfisako, 1934–1962) neu trassiert wurde.

## Geographie

### Verlauf
Laut dem Amtlichen Digitalen Wasserwirtschaftlichen Gewässernetz (AWGN) fängt der Weidgraben an einem Rohrauslass an der Greschbachstraße im Gewerbegebiet Rossweid bei Karlsruhe-Hagsfeld an. Nach anderen Angaben liegt der Ursprung in der Unteren Hub nordwestlich von Durlach und rund 2,5 Kilometer südlich der Greschbachstraße (⊙, 114 m ü. NHN). Von der Unteren Hub verläuft der Weidgraben durch ein landwirtschaftlich genutztes Gebiet, unterquert bei der Anschlussstelle Karlsruhe-Nord die Bundesautobahn 5 (Karlsruhe–Heidelberg) und verläuft dann verdolt bis zur Greschbachstraße.
Ab dem Rohrauslass verläuft der Weidgraben knapp 500 Meter lang nach Osten, unterquert nochmals die Autobahn und gleich anschließend in einem Düker den Pfinz-Entlastungskanal. Direkt nach dem Düker mündet von rechts der von Karlsruhe-Grötzingen kommende Beungraben. Ab hier folgt der Weidgraben in einer über drei Kilometer langen Geraden der Autobahn, die rund 100 Meter weiter westlich nach Nordnordost verläuft. Dabei fließen dem Weidgraben von rechts weitere Bäche und Gräben zu, unter anderem der Gießbach, der in Grötzingen von der Pfinz abzweigt.
Überwiegend liegt der Weidgraben im Wald oder am Waldrand; landwirtschaftlich genutzt werden Flächen um die Aussiedlerhöfe Im Brühl, die östlich des Weidgrabens und südlich der Gießbachmündung liegen, sowie das Weingartener Wiesental kurz vor der Einmündung des Weidgrabens in den Weingartener Entlastungskanal. Dieser Kanal zweigt in Weingarten (Baden) von der Walzbach ab; er fließt 1,5 Kilometer unterhalb der Mündung des von links kommenden Weidgrabens der hier als Pfinzkorrektion bezeichneten Pfinz zu.
Im gesamten Lauf ab der Greschbachstraße liegt der Weidgraben in Natur- oder Landschaftsschutzgebieten oder bildet deren Grenze: Naturschutzgebiet Weingartener Moor und die Landschaftsschutzgebiete Füllbruch-Vokkenau, Gießbachniederung-Im Brühl, Bruchwaldgebiet der alten Kinzig-Murg-Rinne und Weingartener Wiesental.

### Zuflüsse
Hierarchische Liste der Zuflüsse und  Seen von der Quelle zur Mündung. Gewässerlänge, Seefläche, und Höhe nach den entsprechenden Layern auf der Onlinekarte der LUBW. Andere Quellen für die Angaben sind vermerkt.
Entsteht an der Greschbachstraße am Ostrand des Gewerbegebiets Rossweid bei Hagsfeld (113 m ü. NHN).
- ☓ Düker unter dem Pfinz-Entlastungskanal (⊙).
- Beungraben, von rechts, 2,3 km (⊙, 114 m ü. NHN). Abzweig vom Gießbach (siehe unten, ⊙, 118 m ü. NHN) westlich von Grötzingen, folgt dem Pfinz-Entlastungskanal und unterquert diesen zwei Mal in Dükern.
- (mehrere Entwässerungsgräben), von rechts aus dem Gebiet um die Aussiedlerhöfe Im Brühl; nur zeitweise durchflossen.
- Gießbach, von rechts (⊙, 113 m ü. NHN), entsteht am Hühnerlochwehr in Grötzingen (⊙,  120 m ü. NHN) als Abzweig von der Pfinz.
- Hauptgraben, von rechts (⊙, 113 m ü. NHN), entwässert Bruchwälder im Naturschutzgebiet Weingartener Moor.

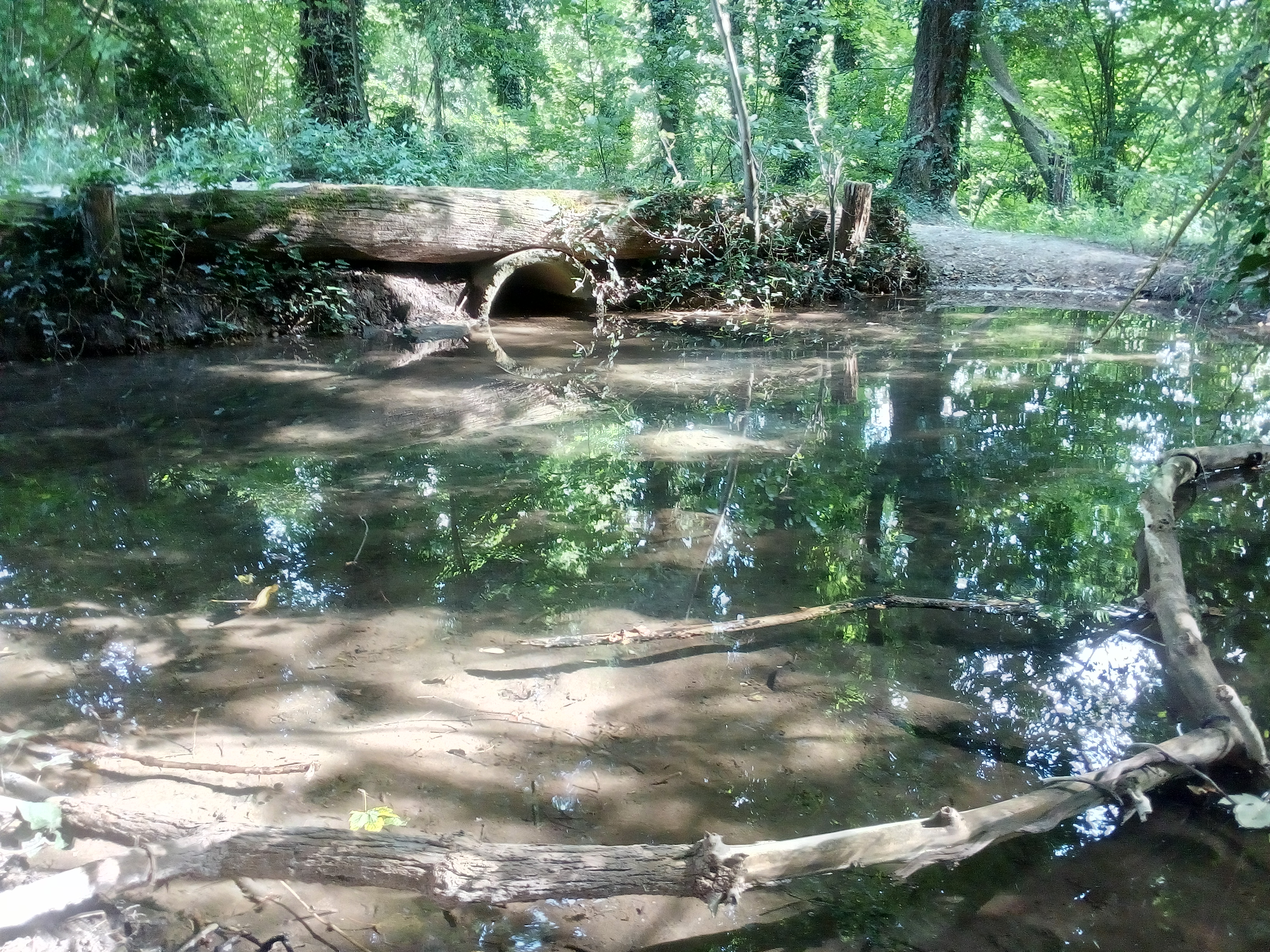
Werrenhäuslesgraben im Naturschutzgebiet Weingartener Moor

- Werrenhäuslesgraben, von rechts (⊙ 113 m ü. NHN), 2,5 km,[LUBW 5] entsteht an der Bundesstraße 3 beim Wohnplatz Werrabronn (⊙ 118 m ü. NHN).
  -  am linken Ufer der Grötzinger Baggersee, 37,0 ha.
- Ruchgraben, von rechts (⊙, 112 m ü. NHN), 2,9 km. Entsteht im Süden der Gemeinde Weingarten (⊙, 115 m ü. NHN).
  - (Graben aus dem Aufeld), von links (⊙ 113 m ü. NHN), 0,6 km. Entsteht zwischen Äußerem und Mittlerem Aufeld am Rand des Naturschutzgebiets Weingartener Moor (⊙ 113 m ü. NHN).
    -  am linken Ufer der durch Torfabbau entstandene See Weingartener Moor, zeitweise trockenfallend, 7,8 ha.

  - Torfgraben, von rechts (⊙ 113 m ü. NHN), 1,1 km. Entsteht am Festplatz von Weingarten (⊙ 114 m ü. NHN).
  - (Graben am oberen Wiesental), von rechts  (⊙ 113 m ü. NHN), 0,6 km. Entsteht am Waldrand beim Gewann Brüchle (⊙ 113 m ü. NHN).
- ☓ Unterquert das Aquädukt des nicht mehr genutzten Bewässerungsgrabens im Weingartener Wiesental (⊙).

Mündung nach 3,7 km von rechts in den Weingartener Entlastungskanal an der Brücke unter der Autobahn.

## Geschichte
Vor der Pfisako gab es ein zum Teil als Weidgraben bezeichnetes Gewässer, das in den Wiesen nördlich von Durlach und rechts der Pfinz entstand und ungefähr dort in den Gießbach mündete, wo heute der Weingartener Entlastungskanal der Pfinzkorrektion zufließt. Der Gießbach wurde während der Pfisako verkürzt; zuvor mündete er nördlich von Blankenloch in die Pfinz.
Als Weidgraben wird dieses Gewässer bezeichnet in Topographischen Karten von 1876 und 1936 sowie in Ende des 19. Jahrhunderts entstandenen Gemarkungsübersichten von Durlach und Grötzingen. In einer Topographischen Karte von 1840 ist das Gewässer als Gieſsbach beschriftet, der heutige Gießbach hingegen als Die Gieſs. In einer Veröffentlichung zur Wiesenwässerung in der Region von 1995 wird das Gewässer als Gießgraben bezeichnet. Weitere, eher lokale Namen waren Wiederwurfgraben im Unterlauf bei Blankenloch sowie Füllbruchgraben im Bereich des Füllbruchs.
Während der Pfisako entstanden der Weidgraben in seinem heutigen Lauf, die Pfinzkorrektion, der Weingartener Entlastungskanal sowie der Pfinz-Entlastungskanal. Der Füllbruch zwischen dem Pfinz-Entlastungskanal im Süden, der Pfinz im Westen, der Autobahn im Osten und der Pfinzkorrektion im Norden wurde als Retentionsraum für Hochwasser der Pfinz eingerichtet. Der heutige Weidgraben umgeht den Retentionsraum im Osten und ist Vorfluter der von Osten zufließenden Gewässer. Der alte Lauf des Weidgrabens durch den Füllbruch ist als meist trockenliegender Graben noch vorhanden und wird im AWGN als Rossweidgraben bezeichnet.
Nach einer Vereinbarung von 1954 werden die Unterhaltungskosten des Weidgrabens zu 70 Prozent vom Autobahnamt und zu 30 Prozent von der Stadt Karlsruhe und der Gemeinde Weingarten (Baden) getragen.

### LUBW
Amtliche Online-Gewässerkarte mit passendem Ausschnitt und den hier benutzten Layern: des Weidgrabens und seines Einzugsgebietes

Allgemeiner Einstieg ohne Voreinstellungen und Layer: Daten- und Kartendienst der Landesanstalt für Umwelt Baden-Württemberg (LUBW) (Hinweise)
1. 1 2 3  Höhe nach dem Höhenlinienbild auf dem Hintergrundlayer Topographische Karte oder dem Digitalen Geländemodell der Online-Karte.
2. 1 2  Länge nach dem Layer Gewässernetz (AWGN).
3. ↑  Schutzgebiete nach den einschlägigen Layern, Natur teilweise nach dem Layer Biotop.
4. ↑  Seefläche nach dem Layer Stehende Gewässer.
5. ↑  Länge abgemessen auf dem Hintergrundlayer Topographische Karte.

### Andere Belege
1. ↑  Josef Schmithüsen: Geographische Landesaufnahme: Die naturräumlichen Einheiten auf Blatt 161 Karlsruhe. Bundesanstalt für Landeskunde, Bad Godesberg 1952. → Online-Karte (PDF; 5,1 MB)
2. 1 2 3  Günther Malisius: Die Pfinz: Einst Lebensader, jetzt Naherholung und immer wieder korrigiert. (=Beiträge zur Geschichte Durlachs und des Pfinzgaus, Band 5). Freundeskreis Pfinzgaumuseum, Historischer Verein Durlach e.V. (Hrsg.). Verlag Regionalkultur, Ubstadt-Weiher 2011, ISBN 978-3-89735-681-8, S. 55.
3. ↑  Meßtischblatt 6916 Carlsruhe von 1876 in der Deutschen Fotothek
4. ↑  United States Army Corps of Engineers (Hrsg.): 6916 Karlsruhe, 1952 (basierend auf deutschen Topographischen Karte von 1936, Digitalisat bei der Brigham Young University).
5. ↑  Gemarkungsübersichtsplan Durlach, Druck 1879, beim Generallandesarchiv Karlsruhe.
6. ↑  Gemarkungsübersichtsplan Grötzingen, Druck 1884, beim Generallandesarchiv Karlsruhe.
7. ↑  Topographisches Bureau Baden (Hrsg.), W. Winckens (Bearb.): Topographische Karte über das Grossherzogthum Baden. Nach der allgemeinen Landesvermessung des Großherzoglichen militairisch topographischen Bureaus. Blatt 16, Karlsruhe. Karlsruhe 1840 (Digitalisat bei der Universitätsbibliothek Heidelberg).
8. ↑  Karte in: Dieter Hassler (Hrsg.): Wässerwiesen: Geschichte, Technik und Ökologie der bewässerten Wiesen, Bäche und Gräben in Kraichgau, Hardt und Bruhrain. Verlag Regionalkultur, Ubstadt-Weiher 1995, ISBN 3-929366-20-7, S. 221.